# Фату, Тринити
Тринити Лашон Фату (англ. Trinity LaShawn Fatu, урожд. Маккрей (англ. McCray), род. 30 ноября 1987, Санфорд, Флорида) — американская женщина-рестлер и танцовщица. В настоящее время находится в декретном отпуске от выступлений в WWE под именем Наоми (англ. Naomi).
В 2010 году она приняла участие в третьем сезоне NXT, где заняла второе место, проиграв только Кейтлин. 20 июня она стала первой чемпионкой FCW среди Див. 9 января 2012 года она дебютировала в Raw, как одна из танцовщиц и помощниц Бродуса Клея. В 2023—2024 годах выступала в Impact Wrestling под именем Тринити, где была чемпионкой мира Impact среди нокаутов.
Благодаря браку с рестлером Джимми Усо она принадлежит к известной семье самоанских рестлеров Аноа’й. 

## Ранняя жизнь
До прихода в WWE Тринити была чирлидером команды НБА «Орландо Мэджик». Она также работала на подтанцовке у американского рэпера Флоу Райды.

## Личная жизнь
Тринити и Джонатан Фату, более известный под именем Джимми Усо, поженились в Мауи 16 января 2014 года. Благодаря их браку она стала членом семьи Аноа’и, династии самоанско-американских рестлеров. Она является мачехой двух детей Фату. 18 августа 2025 года Тринити объявила, что ждет своего первого ребенка от Джонатана Фату.

## Титулы и достижения
- Florida Championship Wrestling
  - FCW Divas Championship (1 раз)[4]
- Impact Wrestling
  - Чемпион мира Impact среди нокаутов (1 раз)[5]
- Pro Wrestling Illustrated
  - PWI ставит её под № 7 в списке 50 лучших женщин-рестлеров 2015 года[6]
- WWE
  - Slammy Award 2013 — Лучшая танцовщица вместе с Кэмерон
  - Женская мировая чемпионка (3 раза)
  - Командное чемпионство WWE среди женщин (1 раз) — с Сашей Бэнкс
  - Обладатель женского контракта Money in the Bank (2025)